# En cabane, Papa !
En cabane, Papa ! (The Born Loser) est un roman policier de l’écrivain australien Carter Brown publié en 1973 aux États-Unis, et en Australie.
Le roman est traduit en français en 1976 dans la collection Carré noir. La traduction, prétendument "de l'américain", est signée Marcel Frère. C'est une des nombreuses aventures du lieutenant Al Wheeler, bras droit du shérif Lavers dans la ville californienne fictive de Pine City ; la quarantième traduite aux Éditions Gallimard. Le héros est aussi le narrateur.

## Résumé
Le corps de Carol Siddell, étranglée avec un fil de cuivre, a été apporté près de la piscine de sa mère, qui ne l'avait pas revue depuis dix-huit mois. Elizabeth Siddell, qui a passé treize ans en prison sans jamais dénoncer les chefs de gang de Los Angeles que la police voulait arrêter, menace cette fois de tout dévoiler si l'assassin de sa fille ne paie pas son crime. Elle compte sur la protection de son garde du corps, mais accepte aussi de collaborer avec le lieutenant Wheeler, au cas où la panique qu'elle sème dans le milieu ne produirait pas l'effet escompté. Al Wheeler doit aussi compter avec une blonde devenue agressive depuis qu'elle a appris que son magnat de père est en réalité un chef de gang, et une brune déséquilibrée qui tente de tuer lorsqu'on la contrarie. Sans oublier quelques drogués en manque. 

## Personnages
- Al Wheeler, lieutenant enquêteur au bureau du shérif de Pine City.
- Le shérif Lavers.
- Annabelle Jackson, secrétaire du shérif.
- Doc Murphy, médecin légiste.
- Ed Sanger, technicien du laboratoire criminel.
- Elizabeth Siddell, ancienne membre d'une organisation criminelle, mère de la victime.
- Stuart Whitney, "gros manitou de Los Angeles".
- Zana Whitney, fille de Stuart.
- Diana, son amie d'enfance.
- Earl Jamison, bras droit de Stuart Whitney.
- Dane Connelly, ami et garde du corps d'Elizabeth Siddell.
- Louis Fredo, petit malfrat de Los Angeles.
- Gerry Bryant et Fred Magnusun, chefs de gang de Los Angeles.
- Archie, de Superphoto Pete, de Pine City.
- Max et Eddie, drogués au bout du rouleau.
- Charlie, réceptionniste à l'hôtel Starlight.

## Édition
- Carré noir no 240, 1976,  (ISBN 2070432408).